# 小蜡瓣花
小蜡瓣花（学名：Corylopsis sinensis var. parvifolia）为金缕梅科蜡瓣花属下的一个变种。

## 扩展阅读
- 維基物種上的相關：小蜡瓣花